# 中村妃佐子
中村 妃佐子（なかむら ひさこ、1975年7月7日 - ）は、日本の女優、タレントである。
石川県出身。所属していた事務所はホワイトアトラス→イズム→キャストライト。

## 来歴・人物
1997年に『海のプリンセス』に就任し、一日京浜港長を務める。
特技はフラワーアレンジメントと一眼レフカメラ、テニス、料理（特にハンバーグ作り）。

## 出演

### テレビドラマ
- しようよ♡（1996年、テレビ朝日）
- イタズラなKiss（1996年、テレビ朝日） - 3年F組のクラスメイト 役

### バラエティ番組
- 邦子がタッチ（テレビ朝日） - 「ダイエッターズ」で出演[3]

### CM
- 国民年金
- Mr.ハリー（コーヒー飲料）

### スチール
- 積水化成工業（2009年）